# نهر باربادو
نهر باربادو هو نهر بولاية ماتو جروسو في غرب البرازيل . وهو رافد لنهر أليغري ، والذي بدوره هو رافد لنهر غوابوري.